# Children's Health Defense
Children's Health Defense (CHD) es un grupo activista estadounidense sin fines de lucro 501(c)(3) conocido principalmente por promover la  desinformación contra las vacunas. El grupo ha sido señalado como una de las principales fuentes de desinformación sobre las vacunas. Fundado originalmente con el nombre de World Mercury Project en 2007, está presidido por Robert F. Kennedy Jr.. El grupo ha realizado campañas contra varios programas de salud pública como la vacunación y la fluoración del agua potable.
El grupo ha contribuido a la desconfianza por las vacunas en los Estados Unidos, alentando a los ciudadanos y legisladores a apoyar regulaciones y leyes antivacunas. Los argumentos en contra de la vacunación se contradicen por el abrumador consenso científico sobre la seguridad y eficacia de las vacunas. Su presupuesto de 15 millones de dólares se financia mediante donaciones de personas (tanto directas como anónimas a través de fundaciones) e ingresos por marketing de afiliación.

## Antecedentes
La organización operó bajo el nombre World Mercury Project hasta el 2018. Children's Health Defense sostiene que un gran número de niños estadounidenses tienen afecciones tan diversas como autismo, trastorno por déficit de atención e hiperactividad, alergias alimentarias, cáncer y enfermedades autoinmunes debido a la exposición a una variedad de sustancias químicas y radiación. Los productos químicos y radiación que Children's Health Defense ha culpado como responsables de estas afecciones y contra los que ha hecho campaña incluyen vacunas, pesticidas, fluoración del agua potable, paracetamol (acetaminofén), aluminio, comunicaciones inalámbricas y otros. Ha entablado demandas contra pesticidas en la alimentación y la agricultura.
El grupo sostiene que existe corrupción generalizada dentro de los grupos de investigación de atención médica, así como colusión por parte de múltiples gobiernos. Children's Health Defense respaldó una edición reciente del libro que Judy Mikovits escribió acerca de sus teorías, las cuales han sido desacreditadas. El prólogo de este libro fue escrito por Kennedy. El libro de Kennedy The Real Anthony Fauci, publicado en 2021, repite varios mitos desacreditados sobre la pandemia de COVID-19, en particular sobre la eficacia de la ivermectina. Durante la pandemia, el grupo acusó al Gobierno de Estados Unidos de apoyar la investigación de una vacuna como parte de un plan para aumentar los ingresos de la industria farmacéutica.
El crecimiento del grupo durante la pandemia dio lugar a capítulos internacionales, especialmente en Canadá, Europa y Australia.

### Participación de Robert F. Kennedy Jr.
Children's Health Defense es una organización antivacunas influyente debido a la prominencia de su presidente, Robert F. Kennedy Jr. Kennedy ha estado de baja temporal desde el inicio de su campaña como candidato al cargo de presidente de Estados Unidos en abril de 2023. Como grupo sin fines de lucro, Children's Health Defense no puede respaldar a candidatos políticos; sin embargo, en noviembre de 2023, el grupo otorgó su primer Premio al Defensor a Kennedy por "su coraje y firme compromiso con la verdad y la libertad".
A pesar de las afirmaciones de Kennedy de que no está en contra de las vacunas, varios críticos señalan que él y su organización difunden argumentos comunes contra las vacunas como parte de sus mensajes centrales. Según David Gorski, el proyecto World Mercury era "un grupo dedicado a infundir miedo sobre el mercurio en las vacunas como causa del autismo y de problemas de salud". Kennedy ha declarado que los medios y los gobiernos están involucrados en una conspiración para negar que las vacunas causen autismo. Otra información errónea promovida por Children's Health Defense es una teoría de la conspiración en relación con el Gran Reinicio, la cual afirma que las élites —incluido Bill Gates— planean apoderarse de Estados Unidos y establecer un régimen marxista de alto control.
Kennedy se reunió con Donald Trump en enero de 2017. Si bien Kennedy afirmó que el presidente acordó establecer una comisión para estudiar los supuestos riesgos asociados con las vacunas, los funcionarios del Gobierno negaron que se hubiera tomado alguna decisión. No hubo acciones posteriores.
El 15 de febrero de 2017, al lado de otros activistas antivacunas y del actor Robert De Niro, Kennedy desafió a cualquiera a demostrar que el uso de timerosal es seguro "en las cantidades contenidas en las vacunas que actualmente se administran a niños y mujeres embarazadas estadounidenses", ignorando una revisión de 1999 de la Administración de Alimentos y Medicamentos que trataba precisamente acerca de este asunto. Aunque el uso de timerosal en las vacunas se eliminó gradualmente en 2001 (con una excepción), los grupos antivacunas todavía hacen alusión a este compuesto de mercurio. Existen pruebas abrumadoras que indican que las vacunas son seguras y eficaces.
El 8 de mayo de 2019, mientras algunas áreas de los Estados Unidos luchaban contra un resurgimiento del sarampión debido a las bajas tasas de vacunación, Kathleen Kennedy Townsend, Joseph P. Kennedy y Maeve Kennedy McKean, familiares de Robert Kennedy, declararon públicamente que, si bien Kennedy ha defendido muchas causas admirables, también "ha ayudado a difundir información errónea peligrosa en las redes sociales y es cómplice de sembrar desconfianza en la ciencia detrás de las vacunas".
La remuneración de Kennedy ha aumentado con los ingresos de esta organización sin fines de lucro. Según Politico, recibió un salario de 131 000 dólares en 2017, el cual aumentó a 345 000 dólares en 2020, alcanzando los 500 000 dólares en 2021 y 2022.

## Campañas antivacunas
Children's Health Defense utiliza las redes sociales y la publicidad en Internet para difundir mensajes contra la vacunación dirigidos a padres jóvenes y minorías de los Estados Unidos. Durante la pandemia de COVID-19, los mensajes transmitidos por la organización intentaban restar importancia al riesgo que planteaba el virus, argumentando que las nuevas vacunas son peligrosas, desvirtuando a las autoridades de salud pública. El Centro para Contrarrestar el Odio Digital identifica al grupo como uno de los líderes del movimiento antivacunas en línea. En agosto de 2022, las cuentas de la organización en las plataformas Meta, Facebook e Instagram fueron suspendidas por infringir repetidamente las políticas de esas plataformas. Si bien Instagram eliminó la cuenta de Robert F. Kennedy Jr. de su plataforma en febrero de 2021, aún no había tomado ninguna medida contra la cuenta de Children's Health Defense. Entre Instagram y Facebook, la organización tuvo un alcance de 300 000 suscriptores en 2021.
La organización también organizó manifestaciones contra las medidas de salud pública destinadas a mitigar el impacto de la pandemia, como la que tuvo lugar en Washington el 23 de enero de 2022. En esta manifestación en particular participaron otros líderes del movimiento antivacunas estadounidense como Del Bigtree. Tanto Kennedy como Bigtree compararon los mandatos de vacunas con la opresión en los países ocupados por los nazis durante la Segunda Guerra Mundial. A la manifestación también asistió un grupo de la organización neofascista Proud Boys.
El CHD se dirige específicamente a los afroamericanos a través de mensajes que vinculan la vacunación contra el COVID-19 con el estudio de sífilis de Tuskegee y otros casos en los que se han cometido violaciones éticas contra minorías como parte de estudios médicos. Es probable que tales intervenciones perjudiquen a la comunidad negra al incrementar dudas sobre la vacunación entre esta población vulnerable. Haciendo eco de otros participantes del movimiento antivacunas y de la Nación del Islam, Children's Health Defense afirma que el Gobierno de Estados Unidos busca dañar a las minorías étnicas al darles prioridad para las vacunas COVID. Tal teoría de la conspiración se explica en detalle en la producción de video de una hora de duración Medical Racism: The New Apartheid publicada en marzo de 2021 por Children's Health Defense y Kennedy. El video también contiene historias antivacunas recicladas sobre el autismo, Bill Gates y los Centros para el Control de Enfermedades . Al igual que otros videos de teorías de la conspiración, inserta acontecimientos históricos reales en su narrativa para que sus extraordinarias declaraciones parezcan más creíbles.
Se ha demostrado que los canales de redes sociales de la organización amplifican las teorías de conspiración comunes a otros grupos antivacunas y a QAnon, tales el " Gran Reinicio " y el "Estado profundo". Una producción regular de videos bajo el título "CHD TV" presenta a su audiencia comentarios y entrevistas relacionadas con diversas teorías de conspiración.
Un estudio encontró que Children's Health Defense fue uno de los principales compradores de publicidad antivacunas en Facebook en diciembre de 2018 y febrero de 2019; el otro grupo fue Stop Mandatory Vaccination. La publicidad, dirigida principalmente a mujeres y parejas jóvenes, destacaba los supuestos riesgos de las vacunas y solicitaba donaciones. Según un análisis de NBC News, el grupo es una de las tres principales fuentes de afirmaciones falsas sobre la vacunación compartidas en Internet, las otras dos son el sitio de noticias falsas Natural News y el sitio web Stop Mandatory Vaccination. Posteriormente, Facebook se negó a publicar publicidad antivacunas del grupo.
Children's Health Defense ha afirmado que la eficacia de sus campañas no publicitarias en Facebook se ha visto muy afectada porque la plataforma tomó medidas adicionales contra la desinformación en 2019. En una demanda presentada ante el Tribunal de Distrito de los Estados Unidos para el Distrito Norte de California en agosto de 2020 contra Facebook y cuatro servicios de verificación de datos, el grupo dijo que la audiencia de algunas de sus publicaciones sobre vacunación y tecnología inalámbrica 5G se redujo en un 95% después de tales publicaciones fueron etiquetadas como información errónea. Aunque el grupo permitió que esos mensajes fueran publicados y compartidos por los usuarios, Children Health Defense sostiene que etiquetarlos como información errónea equivale a censura; alegan que sus mensajes se presentan simplemente como opiniones y no como información y, como tales, no pueden caracterizarse como información errónea. La organización ha solicitado 5 millones de dólares por daños y perjuicios.
En enero de 2023, el CHD presentó una queja alegando que los esfuerzos de los principales medios de comunicación para limitar la difusión de información errónea sobre el COVID-19 equivalen a una violación de la Ley Sherman Antimonopolio . La queja está dirigida a The Washington Post, la BBC, Associated Press y Reuters. Además del CHD y Robert F. Kennedy, Jr., los demandantes incluyen otros importantes propagadores de información errónea, incluidos Joseph Mercola, Ty y Charlene Bollinger, Erin Elizabeth, Ben Tapper, Ben Swann y Jim Hoft. Se presentan a sí mismos como "editores de noticias en línea", víctimas de políticas de medios destinadas a proporcionar informes precisos sobre información relacionada con COVID. El caso será escuchado por el juez Matthew Kacsmaryk del Tribunal de Distrito de los Estados Unidos para el Distrito Norte de Texas.
De 13 000 dólares en ingresos anuales en 2014, World Mercury Project generó 470 000 dólares en ingresos en 2015, cuando Kennedy se unió a la organización. Sus ingresos aumentaron a 1.1 millones de dólares en 2018. Dado que el grupo se convirtió en un importante centro de desinformación durante la pandemia de COVID-19, sus ingresos alcanzaron los 6.8 millones de dólares en 2020, 15 millones de dólares en 2021, contando entre sus nuevos donantes al fundador de LimeWire, Mark Gorton, y 23.5 millones de dólares en 2022.
Las fundaciones caritativas de varias firmas de inversión importantes canalizaron donaciones anónimas a Children's Health Defense: Fidelity Charitable proporcionó 1 millón a Children's Health Defense y algunas de sus secciones estatales en 2021-2022; la Fundación del Vanguard Group donó 1.5 millones de dólares al grupo nacional y su capítulo de California entre 2020 y 2022; el fondo de Morgan Stanley proporcionó 680,000 dólares al grupo nacional y su capítulo de Nueva York en 2020 y 2021. Además, la Fundación Nacional Cristiana donó un total de 630 000 dólares al grupo en 2020 y 2021. Las donaciones anónimas más pequeñas recibidas durante la pandemia de COVID-19 incluyeron la Fundación Comunitaria del Condado de Fairfield ($200 000) y el Chicago Community Trust ($100 000).
La organización recibe una parte de las ventas de la serie de videos antivacunas de Ty Bollinger, que promueve. A pesar de que sus mensajes impiden los esfuerzos del Gobierno para limitar la propagación de COVID-19, Children's Health Defense recibió $145 400 en préstamos para pequeñas empresas respaldados por el Gobierno federal a través del Programa de Protección de Cheques de Pago de JPMorgan Chase en 2020.  La declaración de impuestos de 2021 de Children's Health Defense indica que a Kennedy se le pagó más de 500 000 dólares por sus servicios como presidente y abogado principal de la organización.
Children's Health Defense inició una serie de casos judiciales, con poco éxito. Las solicitudes de contribuciones a sus fondos de litigio son un componente importante de sus actividades de recaudación de fondos.
Dado el impacto que tuvieron durante el apogeo de la pandemia de COVID-19, el especialista en ética Arthur Caplan comentó que la financiación de Children's Health Defense y grupos similares podría tener graves consecuencias en futuras epidemias.

## Demandas
Children's Health Defense ha iniciado una serie de casos judiciales contra gobiernos, agencias y empresas de medios, todos los cuales están pendientes o han sido desestimados.
El 19 de abril de 2019, la Corte Suprema del condado de Kings (Nueva York) desestimó una demanda en la que Robert Krakow, Robert F. Kennedy Jr. y Patricia Finn de Children's Health Defense representaron a cinco padres de niños no vacunados que protestaban por la decisión de las autoridades de la ciudad de Nueva York de imponer la vacunación obligatoria contra el sarampión, las paperas y la rubéola a los residentes de partes de Williamsburg, Nueva York, como respuesta a la epidemia de sarampión en esa zona. La demanda fue presentada cuatro días antes contra el Departamento de Salud e Higiene Humana de la ciudad de Nueva York y su comisionado. En su fallo, el juez Lawrence Knipel dijo que los argumentos presentados por los demandantes equivalían a poco más que una "opinión descarada y sin fundamento". En respuesta a las afirmaciones de Children's Health Defense de que la reacción de la ciudad ante un "brote anual de sarampión común y corriente" fue excesiva, el juez señaló que los documentos presentados como prueba de hecho demostraban lo contrario. Concluyó que "la verdad es que estos diagnósticos representan el aumento más significativo en la incidencia de sarampión en los Estados Unidos en muchos años y la sección de Williamsburg en Brooklyn está en su epicentro. Ya ha comenzado a propagarse a lugares remotos".
El 17 de agosto de 2020, Children's Health Defense demandó al Poynter Institute for Media Studies, a Facebook y al fundador y director ejecutivo de Facebook, Mark Zuckerberg, alegando que Politifact censuró una declaración veraz de salud pública sobre las vacunas mediante su verificación de hechos. El caso fue desestimado por no presentar un reclamo procesable el 30 de junio de 2021. Children's Health Defense ha apelado.
El 16 de agosto de 2021, Children's Health Defense demandó a Rutgers debido a su mandato de vacunación. Un tribunal federal desestimó la demanda el 23 de septiembre de 2022.
El 31 de agosto de 2021, Children's Health Defense demandó a la Administración de Alimentos y Medicamentos (FDA) por aprobar la vacuna COVID-19 para niños. El tribunal federal desestimó la demanda con perjuicio por falta de competencia el 12 de enero de 2023. El CHD ha presentado una apelación.
El 10 de enero de 2023, Children's Health Defense demandó a Reuters, AP, BBC y el Washington Post en una demanda antimonopolio, alegando que estos grupos estaban trabajando juntos para mantener ciertas opiniones fuera de los medios. Hasta abril de 2023, la demanda ha seguido pendiente ante el juez Kacsmaryk en Texas.
El 25 de enero de 2023, Children's Health Defense demandó a la FDA en virtud de la Ley de Libertad de Información para forzar la divulgación de datos del Sistema de notificación de eventos adversos a las vacunas . La demanda está pendiente. The lawsuit is pending.[cita requerida]
El 12 de abril de 2023, Children's Health Defense demandó a los Institutos Nacionales de Salud por no presentar documentos relacionados con la correspondencia entre los investigadores de los NIH y las personas que se comunicaron con la agencia con respecto a los eventos adversos que experimentaron después de recibir la vacuna COVID-19. La demanda continúa pendiente.